# Daniel Authouart
 (décembre 2019).
Si vous disposez d'ouvrages ou d'articles de référence ou si vous connaissez des sites web de qualité traitant du thème abordé ici, merci de compléter l'article en donnant les références utiles à sa vérifiabilité et en les liant à la section « Notes et références ».
Daniel Authouart, né le 17 septembre 1943 à Lillebonne, est un peintre, dessinateur et lithographe français.

## Biographie
En 1953, Daniel Authouart s'installe avec sa mère à Rouen, dans le quartier Martainville. Trop jeune pour s'inscrire à une école des beaux-arts, il lit des polars et des bandes dessinées et suit des cours particuliers de peinture. En 1957, il copie une œuvre de Henri de Toulouse-Lautrec, « Le Moulin de la Galette », comme premier exercice. En 1958, il est admis à l'école régionale des beaux-arts de Rouen où, après avoir successivement étudié la peinture, l'architecture d'intérieur et la publicité, il est diplômé dans ces trois disciplines. En 1967, Authouart devient professeur de dessin dans les collèges en Normandie. En 1968, il reçoit le prix du Salon de Rouen. En 1972, il s'installe à Paris pour suivre un stage de formation à l'École normale, rue de la Tour. Il rencontre Geneviève, jeune artiste qui suit les mêmes cours. En 1974, il expose son tableau « Que Habeis echo con Solange ? » (1974) à la FIAC à Paris.
En 1977, il dessine sa première lithographie « Le Manège de l'avenir » dans l'atelier Bellini à Paris. Il réalise ensuite ses œuvres lithographiques dans différents ateliers parisiens dont celui de Stéphane Guilbaud.
En 1980, Alain Matarasso, directeur de la galerie du Centre, présente le tableau de Daniel Authouart To paint or not to paint (1980) à la FIAC au Grand Palais à Paris. En 1983, après un séjour à New York, il réalise l'affiche et le décor du concert en plein air d'Eddy Mitchell sur les quais du port du Havre. En 1984, il réalise le décor pour la pièce de Gildas Bourdet La Station service, monté par le théâtre de la Salamandre à Tourcoing et le Théâtre de la Ville à Paris.
En 1986, il conçoit et réalise la reliure des manuscrits de Gustave Flaubert Bouvard et Pécuchet, commandées par la bibliothèque municipale de Rouen. En 1988, il rencontre la chanteuse Janet Jackson à Los Angeles en Californie qui lui commande un grand tableau dans lequel toute la famille Jackson est représentée. En 1989, il présente sa première exposition rétrospective, organisée par la mairie de Paris, au Carré des arts (parc floral de Paris). En 2000, il présente une rétrospective de ses œuvres au musée de Saintes, à La corderie royale et au musée des beaux-arts de Cognac. En 2003, il présente une rétrospective de ses œuvres au palais Bénédictine de Fécamp. À cette occasion, Christophe Guyomard réalise le film Authouart, le français d'Amérique.
L'imitation du réel pratiquée par Authouart induit une critique radicale d'un univers inféodé aux valeurs matérialistes,.
En 2012, il présente l'exposition « Authouart Une Rétrospective 2002-2012 » au Centre d'art contemporain de Saint-Pierre-de-Varengeville.

## Expositions
- 2012 : « Authouart - Une rétrospective 2002-2012 », Centre d'art contemporain de Saint-Pierre-de-Varengeville
- 2013 : « Authouart - Now and… ever », galerie du Centre, Paris
- 2014 : « Authouart - Vertigo et œuvres récentes », Art Élysées, Paris
- 2015 : 
  - « Regard de l'instant… du temps », galerie du Centre, Paris
  - « Authouart - Le rêve de l'escalier et œuvres récentes », Art Élysées, Paris
- 2016 : « Authouart - Out Of Order », Art Élysées et galerie du Centre, Paris
- 2018 : « Peintures, dessins, lithographies », Galerie Pascal Gabert, Paris[7]
- 2019 : « Grand(s) Écran(s) », Galerie Pascal Gabert, Paris[8]

## Publications
- Daniel Authouart et Marie-Louise Blarez-Fonteneau, Une Reliure pour des manuscrits, Paris, Bouvard et Pécuchet, 1992.